# Kritolaosz
Kritolaosz (i. e. 2. század) görög filozófus
A lüsziai Phaeliszből származott, a peripatetikus filozófia követője volt, Arisztón halála után az iskola feje. Részt vett abban az emlékezetes követségben i. e. 155-ben Rómában, amely ott a filozófiai tudományok irodalmi művelésére korszakalkotó hatást gyakorolt. Kevésre becsülte a szónoki ügyességet, puszta mesterség számba vette, bár maga nagyon jó szónoknak is számított. A sztoikusokkal szemben a világ öröklétét vitatta egy „Peri thé aidiothtoé" című munkájában. A szónoklat ellen írott munkájában fordulhatott elő a Démoszthenész megvesztegetéséről szóló adoma, amelyet Gellius is átvett. Igen öregen halt meg, Cicero is megemlékezett róla.